# Interzone
Interzone es una revista británica de ciencia ficción y fantasía que se publica desde 1982. En lo que se refiere a artículos y reseñas cubre ambos géneros, pero a la hora de publicar historias originales se decanta por la ciencia ficción.
En un principio su salida fue cuatrimestral, desde la primavera de 1982 hasta el verano de 1988 (correspondiente al número 24), sin embargo, con el paso del tiempo se fueron produciendo cambios en la periodicidad. Desde el número 25 (septiembre/octubre de 1988) hasta el 34 (marzo/abril del 1990), fue bimestral, y luego mensual durante una década, aunque fue perdiendo gran parte de sus contenidos a lo largo de sucesivas reducciones de páginas. Su fundador y editor, David Pringle, la cerró a comienzos de 2004, en el número 193. Fue entonces cuando Andy Cox, de TTA press (la empresa que publicaba The Third Alternative), adquirió y relanzó Interzone. Para ello realizó cambios en el diseño, pero mantuvo el nivel de calidad de las historias.
En 1995 Interzone ganó el premio Hugo como mejor semiprozine. Además, en 2005, el comité de los premios Hugo decidió conceder a David Pringle un galardón especial por su trabajo en la revista.
En Interzone comenzaron su carrera un buen número de escritores importantes de ciencia ficción, entre los que figuran nombres como Stephen Baxter, Kim Newman, Alastair Reynolds y Greg Egan. También pasaron por sus páginas muchos de los consagrados: Brian Aldiss, J.G. Ballard, Iain M. Banks, William Gibson, Christopher Priest e Ian Watson, entre otros.